# スロー・アーキテクチュア
スロー・アーキテクチュア（もしくはスロー・アーキテクチャー、またはスロー建築：(英)Slow Architecture）は、消費文化の影響で促進された「アーバン・スプロール」や「スクラップ & ビルド」の弊害に対する、反省もしくは反対の立場からの建築や街についての考え方。この言葉は雑誌『カーサ・ブルータス』2003年11月号に発表された。「ファスト・フード」に対するアンチテーゼとしての「スロー・フード」への見直しなどによって触発された概念である。

## 概要
スロー・アーキテクチュアを目指す動向は、近代（モダニズム）建築の画一的合理性や均質的な単調さへの反省に起因した、ポスト・モダン建築の延長線上におけるミニマル・アーキテクチュアの方法論を暗示させる。そこで生活（スローライフとよばれるライフ・スタイル）していくための環境としての、街や建築のヒューマン・スケールを重要視し、それらの「作り方」や「使い方」を再検証した上で、資源の有効利用に則して可能な限りの自然素材を吟味し、空間を再構成しようという試み。安易な簡便さを排除し、むしろモダニズムを推進する過程で捨て去った（過剰ではない）装飾性や重厚さ、あるいは無駄の効用を図る新たな機能性や空間価値を見直そうとする方向性をもつ。
ただ、バブル景気を経験した日本においては、ともすると、かつて「贅を尽くした」といわれたような建築・都市施設に見られる、建設過程における過大な投資が要求され、またサステナビリティを担保するメンテナンス（維持・保全）における経費の増大という危険性をも伴う。

## 備考
- アメリカ、ヨーロッパでは複数の建築家が「スロー・アーキテクチャー」という用語を使っているが、明確なコンセプト、共通のプログラムは未定である。

- 日本では藤森照信が「スロー建築」と言われる活動を行っている。